# Schwerer Kreisel
In der Kreiseltheorie ist der schwere Kreisel ein Kreisel, bei dem ein auf ihn einwirkendes äußeres Drehmoment von seiner Gewichtskraft herrührt. Die klassische Kreiseltheorie ist fast ausschließlich dem schweren Kreisel mit Stützpunkt gewidmet. In das Auffinden exakter Lösungen der Bewegungsgleichungen in Form der Euler-Poisson-Gleichungen wurde und wird viel Aufwand gesteckt.
Durch die auf der Erde allgegenwärtige Schwerkraft bekommen die schweren Kreisel eine besondere Relevanz.

## Schweremoment und Drehimpuls
Das Schweremoment berechnet sich aus dem Kreuzprodukt × des Hebelarms {\displaystyle {\vec {s}}} vom Stützpunkt zum Massenmittelpunkt mit der Gewichtskraft {\displaystyle {\vec {G}}} zu
{\displaystyle {\vec {M}}={\vec {s}}\times {\vec {G}}={\vec {s}}\times (-mg{\hat {e}}_{z})}
Darin ist
- m die Masse,
- g die Schwerebeschleunigung und
- êz der antiparallel zur Gewichtskraft nach oben weisende Einheitsvektor.

Das Moment ist somit senkrecht zur Gewichtskraft horizontal orientiert und ist nach dem Drallsatz gleich der Geschwindigkeit des Endpunkts des Drehimpulses. Dessen Endpunkt bewegt sich daher beim schweren Kreisel mit Stützpunkt in einer horizontalen Ebene, deren Abstand zum Stützpunkt ein Integral der Bewegung ist.

## Integrale der Bewegung
Bei jedem schweren Kreisel mit Stützpunkt ist die Norm der Gewichtskraft, der Drehimpuls in Lotrichtung und die Gesamtenergie E konstant. Die Konstanten werden in der Kreiseltheorie Integrale genannt, die ersten beiden auch Casimir-Invarianten. Das zweite Integral Lz wird nach dem Drall- oder Flächensatz auch Drall- bzw. Flächenintegral genannt. Die Gesamtenergie ist wegen des Energieerhaltungssatzes konstant, siehe Euler-Poisson-Gleichungen.

## Bewegungsgleichungen

### Eulersche Kreiselgleichungen
Wird das Schweremoment in die Eulerschen Kreiselgleichungen eingesetzt, entsteht
{\displaystyle {\begin{aligned}\Theta _{1}{\dot {\omega }}_{1}+(\Theta _{3}-\Theta _{2})\omega _{2}\omega _{3}={\dot {L}}_{1}+\left({\frac {1}{\Theta _{2}}}-{\frac {1}{\Theta _{3}}}\right)L_{2}L_{3}=&mg(n_{2}s_{3}-n_{3}s_{2})\\\Theta _{2}{\dot {\omega }}_{2}+(\Theta _{1}-\Theta _{3})\omega _{3}\omega _{1}={\dot {L}}_{2}+\left({\frac {1}{\Theta _{3}}}-{\frac {1}{\Theta _{1}}}\right)L_{3}L_{1}=&mg(n_{3}s_{1}-n_{1}s_{3})\\\Theta _{3}{\dot {\omega }}_{3}+(\Theta _{2}-\Theta _{1})\omega _{1}\omega _{2}={\dot {L}}_{3}+\left({\frac {1}{\Theta _{1}}}-{\frac {1}{\Theta _{2}}}\right)L_{1}L_{2}=&mg(n_{1}s_{2}-n_{2}s_{1})\end{aligned}}}
Der Überpunkt bildet die Zeitableitung, mg ist die Gewichtskraft und für k = 1,2,3 ist jeweils
- ωk die Komponente der Winkelgeschwindigkeit,
- Lk die Komponente des Drehimpulses,
- sk die Komponente des Massenmittelpunkts,
- nk der Richtungskosinus des Einheitsvektors êz und
- Θk ein Hauptträgheitsmoment des Kreisels

im Hauptachsensystem. Häufig werden
- die Hauptträgheitsmomente Θ1,2,3 mit A, B bzw. C,
- die Winkelgeschwindigkeiten ω1,2,3 mit p, q bzw. r und
- die Komponenten n1,2,3 mit γ1,2,3 oder γ, γ', γ", gelegentlich auch mit umgekehrtem Vorzeichen

bezeichnet.
Die Winkelgeschwindigkeiten und -beschleunigungen sowie die Richtungskosinus können mit den Euler- oder Kardan-Winkeln ausgedrückt werden, siehe z. B. Euler-Winkel in der Kreiseltheorie, was auf Differentialgleichungen zweiter Ordnung in den drei Winkeln führt.
Alternativ können die Richtungskosinus als eigenständige Unbekannte eingeführt werden, was die Euler-Poisson-Gleichungen ergibt, die ein System aus sechs Differentialgleichungen erster Ordnung sind.
Wilhelm Hess konnte 1890 die #Integrale der Bewegung nutzen, um die Richtungskosinus mit dem Drehimpuls auszudrücken, was drei Differentialgleichungen für den Drehimpuls ergibt, siehe Euler-Poisson-Gleichungen.

### Symmetrischer schwerer Kreisel
Wenn beim symmetrischen Kreisel vorrangig die Figurenachse ê3 interessiert und der Massenmittelpunkt auf ihr liegt, gelten bezüglich des Massenmittelpunkts die koordinatenunabhängigen Vektorgleichungen
{\displaystyle {\begin{aligned}{\dot {\vec {L}}}=&s{\hat {e}}_{3}\times (-mg{\hat {e}}_{z})\\{\dot {\hat {e}}}_{3}=&{\frac {1}{A}}{\vec {L}}\times {\hat {e}}_{3}\end{aligned}}}
Es ist ein System aus sechs gekoppelten Differentialgleichungen erster Ordnung. Die hier ausgenutzte Beziehung
{\displaystyle {\vec {\omega }}={\frac {1}{A}}{\vec {L}}+{\frac {A-C}{AC}}L_{3}{\hat {e}}_{3}}
ist beim symmetrischen Kreisel begründet. Es sind C das axiale und A das äquatoriale Hauptträgheitsmoment des Kreisels.

### Lagrange- und Hamiltonfunktion des Kreisels
Die Lagrangefunktion des Kreisels ist die Differenz der Rotationsenergie und der Lageenergie
{\displaystyle {\mathcal {L}}=E_{\mathrm {rot} }-E_{\mathrm {pot} }={\frac {L_{1}^{2}}{2\Theta _{1}}}+{\frac {L_{2}^{2}}{2\Theta _{2}}}+{\frac {L_{3}^{2}}{2\Theta _{3}}}-mg(s_{1}n_{1}+s_{2}n_{2}+s_{3}n_{3})}
Darin ist mg die Gewichtskraft und sind jeweils für k=1,2,3
Θk die Hauptträgheitsmomente,
Lk die Drehimpulse,
nk die Richtungskosinus des lotrecht nach oben weisenden Einheitsvektors und
sk die konstanten Koordinaten des Massenmittelpunkts
im Hauptachsensystem.
Die Lagrangefunktion kann mit den Euler- oder Kardan-Winkeln ausgedrückt werden, deren zeitlicher Verlauf dann aus den Lagrangegleichungen resultieren.
Die Hamiltonfunktion H des Kreisels ist die Summe aus Rotations- und Lageenergie:
{\displaystyle H=E_{\mathrm {rot} }+E_{\mathrm {pot} }={\frac {L_{1}^{2}}{2\Theta _{1}}}+{\frac {L_{2}^{2}}{2\Theta _{2}}}+{\frac {L_{3}^{2}}{2\Theta _{3}}}+mg(s_{1}n_{1}+s_{2}n_{2}+s_{3}n_{3})}
Die Euler-Poisson-Gleichungen können mit ihr und der Poisson-Klammer {} ausgedrückt werden:
{\displaystyle {\dot {L}}_{i}=\{L_{i},H\},\quad {\dot {n}}_{i}=\{n_{i},H\}} für i = 1, 2, 3
Diese Bewegungsgleichungen lassen sich auch in der Vektorform
{\displaystyle {\begin{aligned}{\dot {M}}=&M\times {\frac {\partial H}{\partial M}}+\gamma \times {\frac {\partial H}{\partial \gamma }}\\{\dot {\gamma }}=&\gamma \times {\frac {\partial H}{\partial M}}\end{aligned}}}
schreiben. Darin ist M der Koordinatenvektor des Drehimpulses und γ der Koordinatenvektor des Einheitsvektors in Richtung der Schwerebeschleunigung jeweils bezüglich des Hauptachsensystems.
Die Poisson Algebra e(3) dieser Variablen ist gegeben durch
{\displaystyle \{L_{i},L_{j}\}=-\varepsilon _{ijk}L_{k},\quad \{L_{i},n_{j}\}=-\varepsilon _{ijk}n_{k},\quad \{n_{i},n_{j}\}=0}
Darin ist εijk das Levi-Civita-Symbol. Es gibt zwei Casimir Funktionen F1 = M · γ und F2 = γ², die bezüglich der Poisson-Klammer mit jeder Funktion von M und γ kommutieren und die auch gleichzeitig Integrale der Hamiltonfunktion sind.